# Philip Ober
Philip Ober, född 23 mars 1902 i Fort Payne, Alabama, död 13 september 1982 i Mexico City, Mexiko, var en amerikansk skådespelare.

## Filmografi, urval
- 1950 – Fällan
- 1952 – Kom tillbaka, lilla Sheba
- 1953 – Härifrån till evigheten
- 1954 – Den brutna lansen
- 1957 – Tammy
- 1958 – En rubin åt Kate
- 1959 – I sista minuten
- 1959 – När var tar sin